# Horacio Estol
Horacio Estol (Buenos Aires, Argentina, 20 de noviembre de 1907 - 30 de septiembre de 1962 )  fue un periodista y escritor recordado por las columnas periodísticas que escribía desde los Estados Unidos para medios de su país.

## Actividad profesional
Escribió en la revista humorística Cascabel que se publicó a partir de 1941. Trabajó desde su lanzamiento a la calle en 1945 en el diario Clarín en el que llegó a secretario de redacción y durante varios años trabajó como corresponsal de ese diario en Nueva York. También publicaba notas en la revistaAutoclub, editada por el Automóvil Club Argentino. Entre sus libros se cuentan Nueva York de cerca y La aventura del aire, entre otros. Su libro sobre el boxeador argentine Luis Ángel Firpo fue la base del guion de la película Diez segundos dirigida por Alejandro Wehner en 1949 . En ese libro Horacio Estol cuenta sobre el episodio registrado en la pelea realizada el 14 de septiembre de 1923 entre Firpo y el campeón mundial de los pesados, Jack Dempsey, ante unas 90.000 personas en el estadio Polo Grounds de Nueva York. Firpo con un fortissimo golpe lanzó fuera del ring al campeón, quien retornó al cuadrilátero mientras el árbitro Johnny Gallagher comenzó su cuenta, que paró antes de llegar a diez para que siguiera la pelea, que finalizó en el segundo asalto cuando el campeón puso fuera de combate a Firpo. La cuenta suscitó dudas y Horacio Estol  fue a hablar con Leo Britton, el gerente general para la Argentina de la compañía cinematográfica RKO, quien si bien negó que se hubiera cortado la película de la pelea, aceptó que el promoter de la pelea Doc Kearns había ido esa misma noche al laboratorio para pedir que lo hicieran. Lo cierto es que las cámaras no estaban preparadas para filmar fuera del ring, cuando Dempsey volvió a subir y las cámaras a enfocarlo, habían pasado 17 pies que, a razón un pie por segundo que era su velocidad de rodaje daba que. Dempsey estuvo fuera del ring, exactamente 17 segundos.
En julio de 1945 representó en Nueva York al boxeador argentino Abel Cestac, cuya carrera en Estados Unidos estaba siendo conducida or Luis Ánel Firpo y Jack Dempsey. Desde mediados de la década de 1950 Estol escribió regularmente notas sobre el programa especial estadounidense, con abundantes dibujos y fotografías de los primeros cohetes.
El periodista y diplomático Albino Gómez dice que Horacio Estol era el decano de los corresponsales argentinos en Estados Unidos y que fue un verdadero cónsul honorario argentino en Nueva York. Cuenta que como su teléfono y dirección aparecían por ser corresponsal de Clarín, recibía por carta y por teléfono cantidad de consultas de argentinos sobre los más diversos temas, muchos sobre las posibilidades de encontrar empleo en el país.

## Obras
Entre otros libros, Horacio Estol escribió:
- Lawrence, el árabe (1944) Editorial Hachette.
- La aventura del aire. Vida de los hermanos Wright  (1946) Editorial Hachette
- Vida y combates de Luis Ángel Firpo (1946) Editorial Bell
- El tiburón del Quillá (1947) Editorial Castellvi
- Realidad y leyenda de Pancho Villa (1956) Editorial Hachette
- Nueva York de cerca (1959) Compañía General Fabril